# 察哈尔右翼后旗
察哈尔右翼後旗，简称察右后旗，是中華人民共和國內蒙古自治區烏蘭察布市轄下的一個旗，面積3806平方公里，該旗地方政府設於白音察干鎮。

## 沿革
清代曾属八旗察哈尔，察右後旗原为正紅旗察哈尔地。雍正、乾隆年間起先後置寧遠廳、丰镇厅等行政區，以管轄遷入的漢人，清末又增置陶林廳。
中華民國成立後屬察哈爾特別區。1936年成立察哈爾盟。1937年3月，察哈尔右翼四旗划归绥远省管辖，即绥东四旗。1950年1月，綏遠省人民政府設东四旗中心旗，由正紅旗兼领其他三個旗的行政事務，後又將鑲藍鑲紅聯合旗劃出。1954年，划陶林东部、集宁东北部與原正红旗地域为察哈尔右翼后旗，歸乌兰察布盟管辖。2003年，烏蘭察布撤盟改市，察哈尔右翼後旗屬烏蘭察布市。

## 人口
根據第七次人口普查數據，截至2020年11月1日零時，察哈爾右翼後旗常住人口為103599人。
2004年，总人口約有21萬人。察哈尔右翼后旗境内的汉语方言主要属于晋语张呼片。

## 行政区划
察哈尔右翼后旗下辖5个镇、1个乡、2个苏木：
白音察干镇、土牧尔台镇、红格尔图镇、贲红镇、大六号镇、当郎忽洞苏木、乌兰哈达苏木和锡勒乡。

## 产业

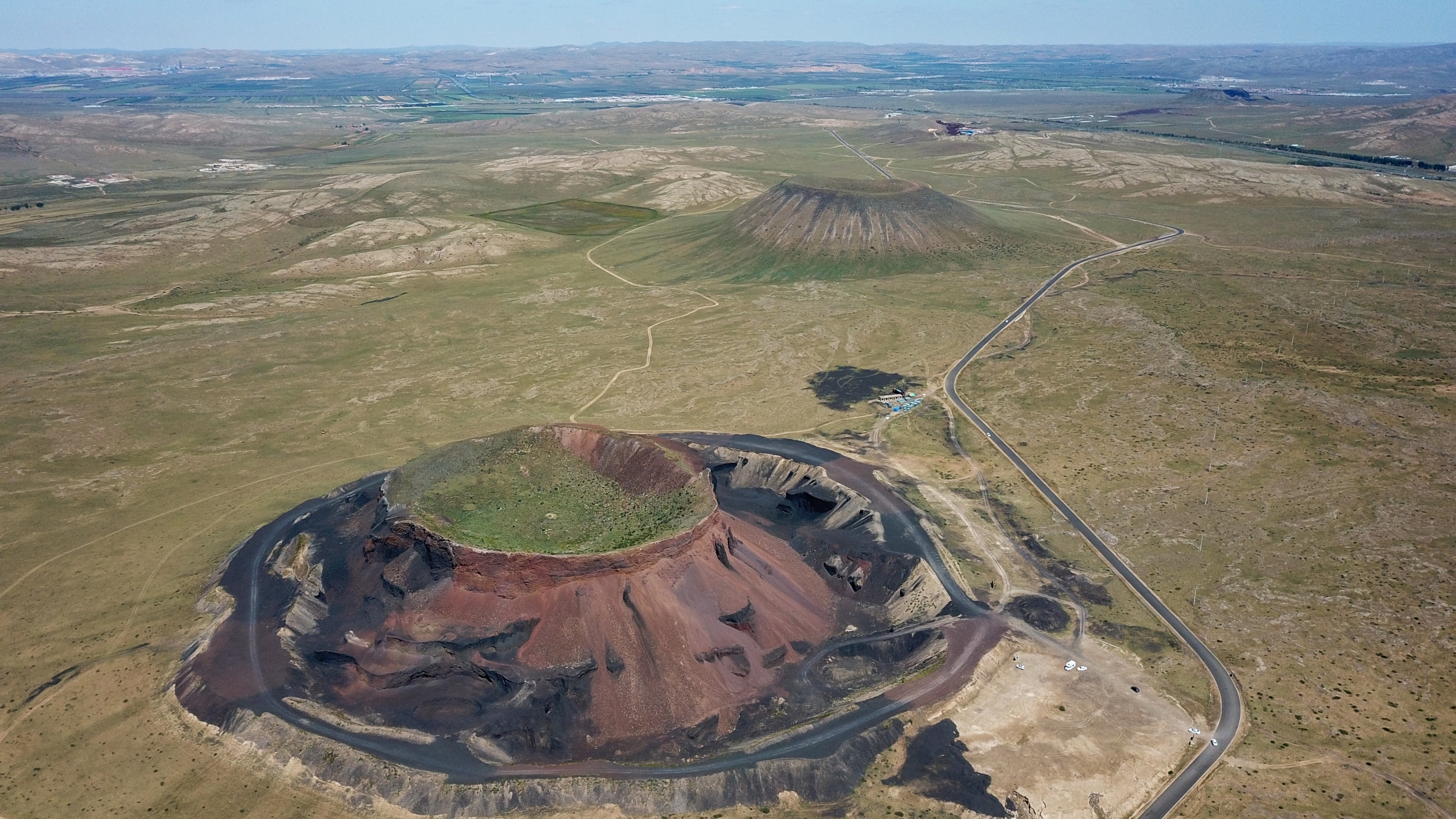
乌兰哈达火山群，有『离北京最近的火山』之称

察哈爾右翼後旗以礦產著稱，境內證實蘊藏的有金、石灰石、大理石、鋁、石墨等30餘種。其中石灰石為最主要礦採礦物。該地因石灰石礦產設置的烏蘭水泥廠，為該區域最大且品質純良的水泥產業單位。
乌兰哈达火山地质公园位于其北方30公里处，有较为明显的三座火山山体，其中两座被人为开采过，一座保留完整。目前是当地一处著名的旅游景点。

## 交通
- 208国道过境。